# Markus Reiterberger
Markus Reiterberger (Trostberg, 9 maart 1994) is een Duits motorcoureur. Hij is viervoudig kampioen in het Duits kampioenschap superbike. In 2018 werd hij tevens de laatste kampioen van het Europese Superstock 1000 kampioenschap.

## Carrière
Reiterberger begon zijn motorsportcarrière in 2003 in de ADAC Mini-Bike Cup. In 2007 kwam hij uit in het eerste seizoen van de FIM MotoGP Rookies Cup. Twee vierde plaatsen op Donington Park en de Sachsenring waren zijn beste race-uitslagen, waardoor hij met 55 punten achtste in de eindstand werd. In 2008 kwam hij in de races niet verder dan een zesde positie op het Automotodrom Brno en zakte hij met 61 punten terug naar de elfde plaats in het klassement.
In 2009 stapte Reiterberger over naar de Duitse Yamaha Cup, waar hij met een zege vierde werd. In 2010 bleef hij actief in deze klasse en werd hij met drie zeges gekroond tot kampioen. In 2011 kwam hij op een BMW uit in de FIM Superstock 1000 Cup, waar hij met een vierde plaats op Brno als beste resultaat achtste werd met 69 punten. In 2012 behaalde hij in zijn thuisrace op de Nürburgring zijn eerste podiumfinish in het kampioenschap, waardoor hij met 91 punten zesde in het eindklassement werd. Dat jaar reed hij ook voor het eerst in de Moto2-klasse van het wereldkampioenschap wegrace, waarin hij in de Grand Prix van Duitsland op een MZ-RE Honda als vervanger van Alexander Lundh op plaats 25 eindigde.
In 2013 kwam Reiterberger uit in het Duits kampioenschap superbike. Hij won zes races en stond hiernaast nog zeven keer op het podium. Met 314 punten werd hij gekroond tot kampioen in de klasse. Dat jaar maakte hij tevens zijn debuut in het wereldkampioenschap superbike tijdens de races op de Nürburgring als wildcard op een BMW en eindigde hierin als dertiende en twaalfde. In 2014 werd hij achter Javier Forés en Max Neukirchner derde in het Duits kampioenschap superbike met drie zeges en 273 punten.

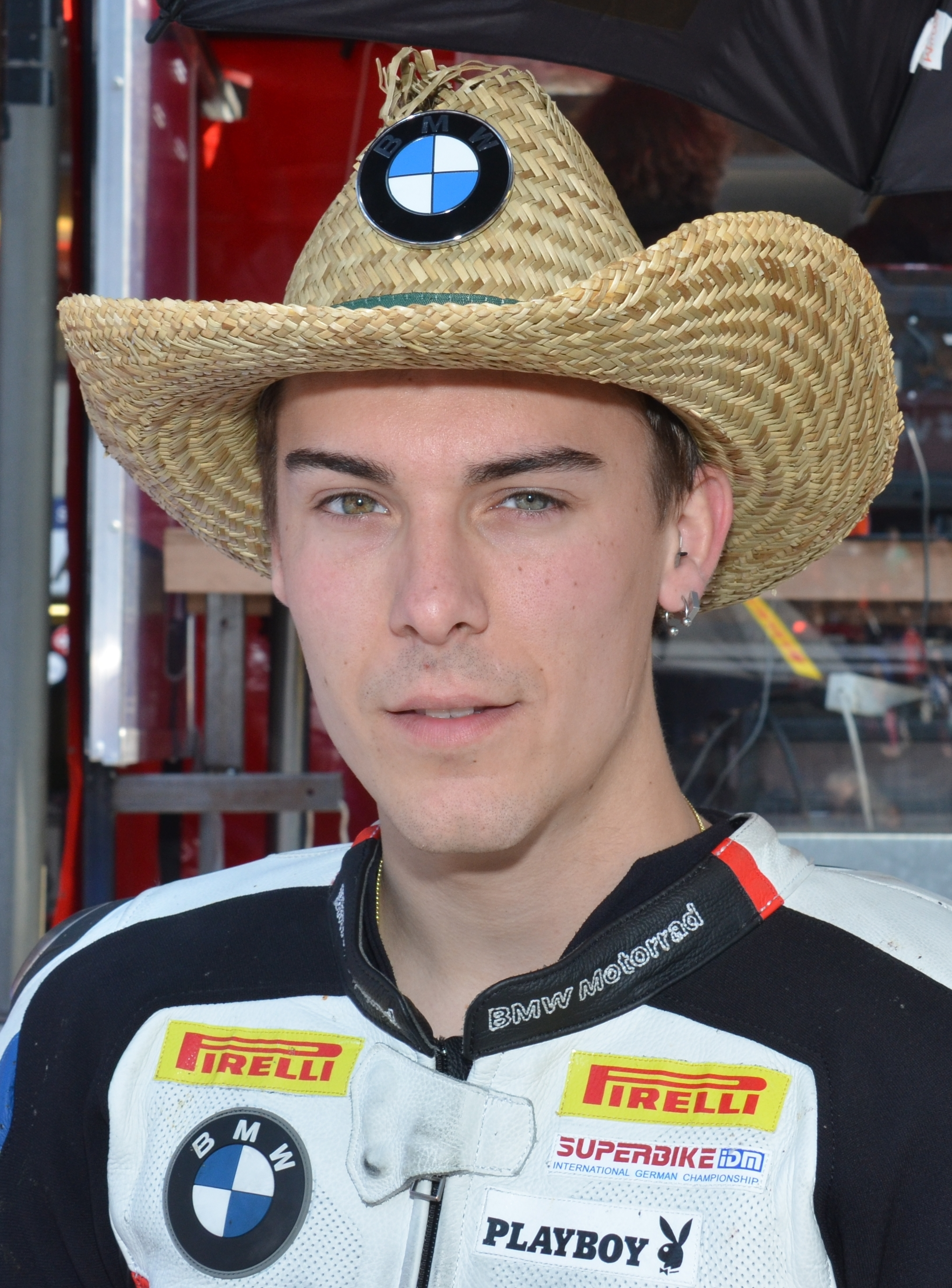
Markus Reiterberger tijdens de 24 uur van Le Mans Moto in 2015.

In 2015 werd Reiterberger voor de tweede keer kampioen in de Duitse superbike-klasse. Hij won twaalf van de zestien races en eindigde in de andere vier races als tweede, waardoor hij 380 punten scoorde. Dat jaar reed hij tweemaal als wildcardcoureur in het WK superbike. Zowel op Misano als Magny-Cours werd hij een keer dertiende. In 2016 reed hij als vaste coureur in het WK superbike op een BMW. Een vijfde plaats in Buriram was zijn beste race-uitslag en hij werd met 82 punten zestiende in de eindstand.
In 2017 begon Reiterberger het seizoen in het WK superbike. Na drie raceweekenden, waarin een tiende plaats in Buriram zijn beste resultaat was, verliet hij de klasse en werd hij vervangen door Raffaele De Rosa. Wel reed hij in het weekend in Lausitz nog mee als wildcardcoureur. Vervolgens keerde hij terug in het Duits kampioenschap superbike. Nadat hij in de seizoensopener tweede werd, wist hij alle dertien resterende races te winnen, waardoor hij met 345 punten zijn derde titel behaalde.
In 2018 keerde Reiterberger terug in de FIM Superstock 1000 Cup, dat jaar het Europese Superstock 1000 geheten, waarin hij met vier overwinningen en 156 punten gekroond werd tot de laatste kampioen in de klasse. In 2019 kwam hij uit in het WK superbike. Twee zesde plaatsen in Assen waren zijn beste race-uitslagen, waardoor hij met 83 punten veertiende in de eindstand werd.
In 2020 stapte Reiterberger over naar het Aziatisch kampioenschap superbike, dat na een raceweekend op het Sepang International Circuit, waar hij een race won, vanwege de coronapandemie werd afgelast. Later dat jaar reed hij nog wel op Donington Park in een weekend van het Brits kampioenschap superbike als vervanger van Alex Olsen. In 2021 reed hij in zowel het Duits als het Spaans kampioenschap superbike. In het Duits kampioenschap reed hij in de helft van de races en won hij driemaal, waardoor hij met 117 punten zesde werd. In het Spaans kampioenschap behaalde hij een zege en werd hij eveneens zesde in de Open-klasse met 100 punten.
In 2022 reed Reiterberger weer een volledig seizoen in het Duits kampioenschap superbike. In veertien races behaalde hij twaalf overwinningen en twee tweede plaatsen, waardoor hij met 340 punten zijn vierde titel wist te behalen. In 2023 keerde hij terug naar het Aziatisch kampioenschap superbike. Hij won zeven races en eindigde daarnaast nog tweemaal op het podium. Met 228 punten werd hij kampioen in de klasse.
In 2024 reed Reiterberger in een weekend van zowel het Aziatisch als het Duits kampioenschap superbike. Daarnaast keerde hij terug in het WK superbike tijdens het raceweekend op Cremona als vervanger van de geblesseerde kampioenschapsleider Toprak Razgatlıoğlu.